# Альтенріт
Альтенріт (нім. Altenriet) — громада в Німеччині, знаходиться в землі Баден-Вюртемберг. Підпорядковується адміністративному округу Штутгарт. Входить до складу району Есслінген.
Площа — 3,35 км2. Населення становить 2001 ос. (станом на 31 грудня 2020).